# Hermann Luppe

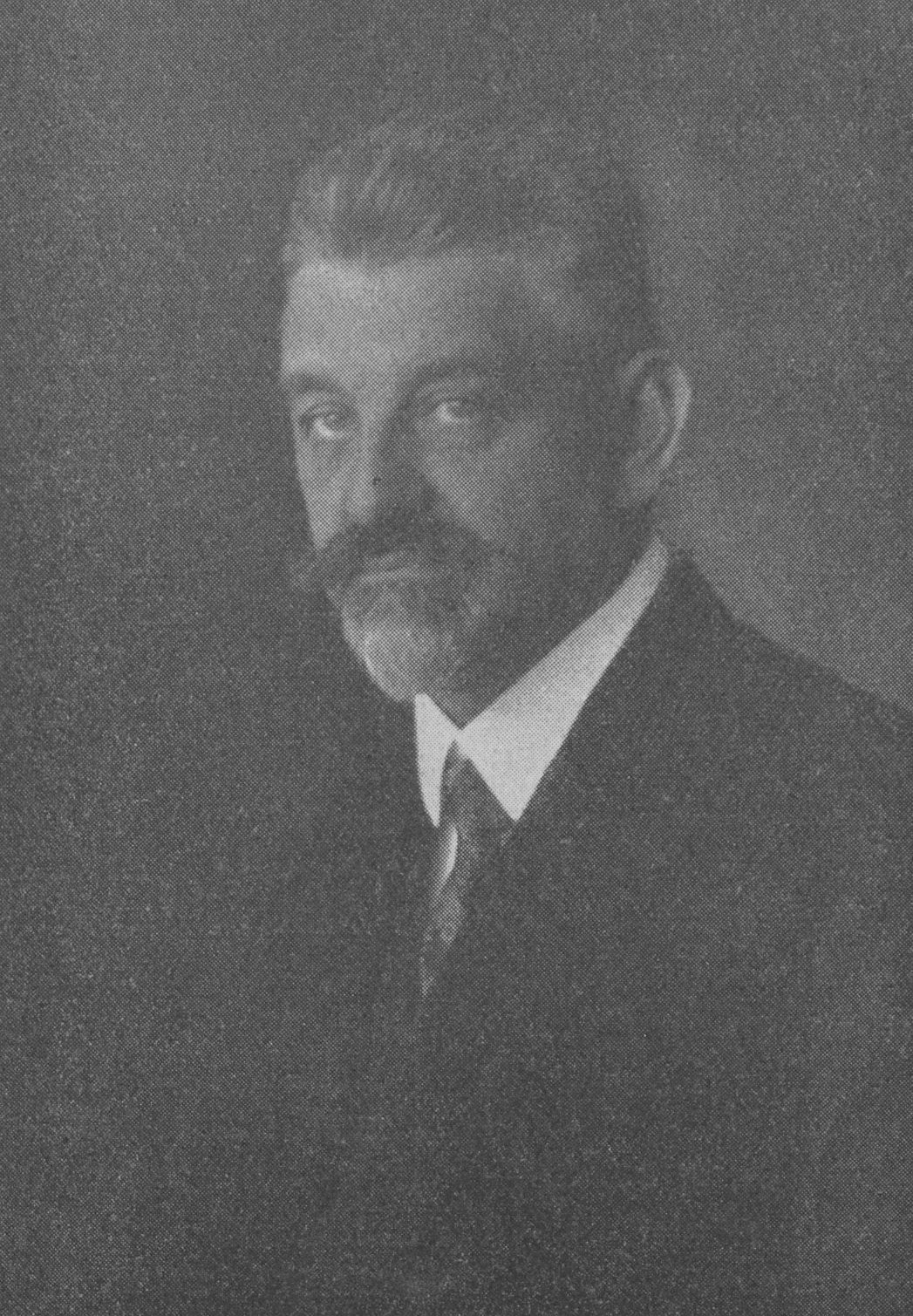
Hermann Luppe, um 1927

Willy Hermann Rudolf Ernst Luppe (* 6. August 1874 in Kiel; † 3. April 1945 ebenda) war ein deutscher Jurist und Politiker. Er war von 1913 bis 1919 zweiter Bürgermeister in Frankfurt am Main, von 1920 bis 1933 Oberbürgermeister der Stadt Nürnberg und Gründungsmitglied der linksliberalen Deutschen Demokratischen Partei (DDP). Luppe war Mitglied der Weimarer Nationalversammlung und ein entschiedener Demokrat. Er gilt als einer der bedeutendsten Kommunalpolitiker der Weimarer Republik. Luppe war ein kompromissloser Verteidiger der Demokratie und geriet früh ins Schussfeuer der Kritik der Nationalsozialisten unter Julius Streicher. 1933 wurde Luppe widerrechtlich seines Amtes enthoben und musste aus Nürnberg flüchten. Luppe gehörte zu konservativen Widerstandskreisen gegen den Nationalsozialismus und wurde mehrfach verhaftet. Er lebte nach seiner Nürnberger Zeit in Berlin und Kiel.

## Leben und Beruf

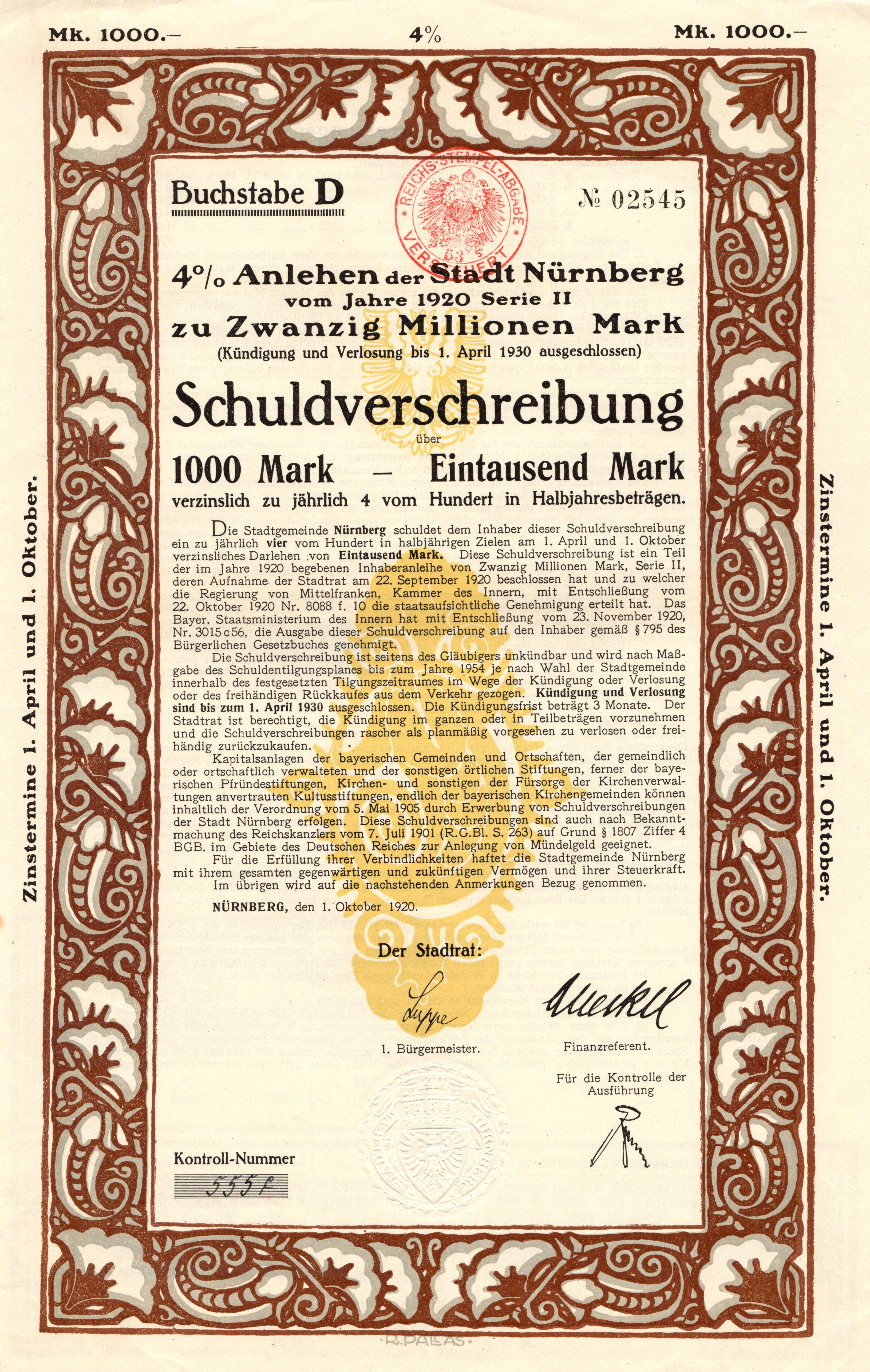
Schuldverschreibung über 1000 Mark der Stadt Nürnberg vom 1. Oktober 1920; mit Unterschrift des ersten Bürgermeisters Hermann Luppe

Nach dem Abitur in Kiel 1892 studierte Hermann Luppe an den Universitäten Genf, Leipzig, Berlin und Kiel Rechts- und Staatswissenschaften. 1896 wurde er in Kiel zum Doktor der Rechte promoviert. Nach dem Zweiten Staatsexamen war er kurze Zeit beim Magistrat der Stadt Kiel tätig und ging im Jahr 1900 als Magistratsassessor nach Frankfurt am Main. Dort avancierte er 1907 zum Magistratssyndikus, 1909 zum Stadtrat und 1913 zum Zweiten Bürgermeister. Von 1919 bis 1920 war er Mitglied der Weimarer Nationalversammlung. Luppe war Mitglied der Deutschen Demokratischen Partei (DDP); in Bayern war er stellvertretender Landesvorsitzender. Von 1920 bis 1933 war Luppe Oberbürgermeister in Nürnberg.
Als Vorstandsmitglied des Deutschen Republikanischen Reichsbundes sowie des Reichsbanners Schwarz-Rot-Gold gehörte Luppe zu den kompromisslosen Verteidigern der Weimarer Verfassung. Er befürwortete eine Zusammenarbeit der Liberalen mit den Sozialdemokraten. Sein demokratisches Engagement führte zu Konflikten mit den Parteien, die den demokratischen Staat zerstören wollten – hier vor allem die NSDAP. Er bekämpfte auch deren Antisemitismus aufs Schärfste. Im Stadtrat sah sich Hermann Luppe in heftigen Auseinandersetzungen mit den örtlichen Vertretern der NSDAP und der KPD konfrontiert. Mehrmals kam es zwischen ihm und Julius Streicher zu Auseinandersetzungen vor Gericht wegen Verleumdung und übler Nachrede.
Nach der Machtübernahme der Nationalsozialisten wurde Luppe widerrechtlich am 18. März 1933 von ihnen verhaftet. Er verbrachte zehn Tage im Polizeigefängnis und kam am 28. März ins Untersuchungsgefängnis. Dort blieb er bis zum 24. April in Haft, nachdem seine Frau am 20. April ein Entlassungsgesuch an den Reichspräsidenten Hindenburg geschickt hatte und Luppe selbst am 22. April aus der Haft ein Pensionierungsgesuch als Oberbürgermeister gestellt hatte.
Luppe wurde aus Nürnberg ausgewiesen und ging zunächst nach Berlin, wo er an einer politischen Lunchrunde beim preußischen Finanzminister und späteren Widerstandskämpfer Johannes Popitz teilnahm. Er war u. a. am Vertrieb von Materialien der Deutschen Freiheitspartei beteiligt. Deswegen wurde er im Herbst 1938 verhaftet, allerdings nach zwei Monaten wieder entlassen, weil ihm nichts nachgewiesen werden konnte. Danach kehrte er in seine Geburtsstadt Kiel zurück. Nach dem Attentat von Georg Elser auf Adolf Hitler kam er für weitere drei Wochen in Haft. Auch danach kam er wieder frei, wurde aber ständig zu Verhören bei Polizei und Gestapo vorgeladen.
Kurz vor Kriegsende kam er bei einem der letzten Bombenangriffe auf seine Geburtsstadt Kiel ums Leben und wurde auf dem Kieler Südfriedhof beigesetzt.

## Öffentliche Ämter
Im Kaiserreich gehörte Luppe der Fortschrittlichen Volkspartei an. 1918 beteiligte er sich an der Gründung der DDP und wurde deren stellvertretender Vorsitzender in Frankfurt am Main. Luppe gehörte 1919/20 der Weimarer Nationalversammlung an und war im Juli 1919 an den abschließenden Verhandlungen zum Weimarer Schulkompromiss beteiligt.
Luppe wurde 1920 als Nachfolger von Otto Geßler zum Oberbürgermeister von Nürnberg gewählt. Er war der einzige Kandidat. Als Oberbürgermeister der „Arbeiterstadt“ Nürnberg war Luppe zur Zusammenarbeit mit den Sozialdemokraten gezwungen, die im Stadtrat überwiegend die Mehrheit stellten. Die DDP selbst war zwar bei den Wahlen 1919 noch auf elf Sitze im 50er Stadtrat gekommen, hatte jedoch ab 1924 nur noch drei Sitze und ab 1929 sogar nur noch zwei Sitze inne.
Während seiner Amtszeit wurden etliche Bauprojekte wie Wohnsiedlungen oder die städtische Frauenklinik verwirklicht. Auf dem Gelände am Dutzendteich im Südosten der Stadt entstand ein Naherholungsgebiet für breite Bevölkerungsschichten mit Fußball- und Leichtathletikstadion (das heutige Franken- bzw. Max-Morlock-Stadion), Freibad und Kleingartenanlagen. Wegen seiner Verbindung von moderner Architektur und Landschaftsgestaltung fand es weit über die Grenzen der Stadt hinaus Anerkennung. Die Nationalsozialisten nutzten später die vorhandene Infrastruktur für das Reichsparteitagsgelände.

## Familie

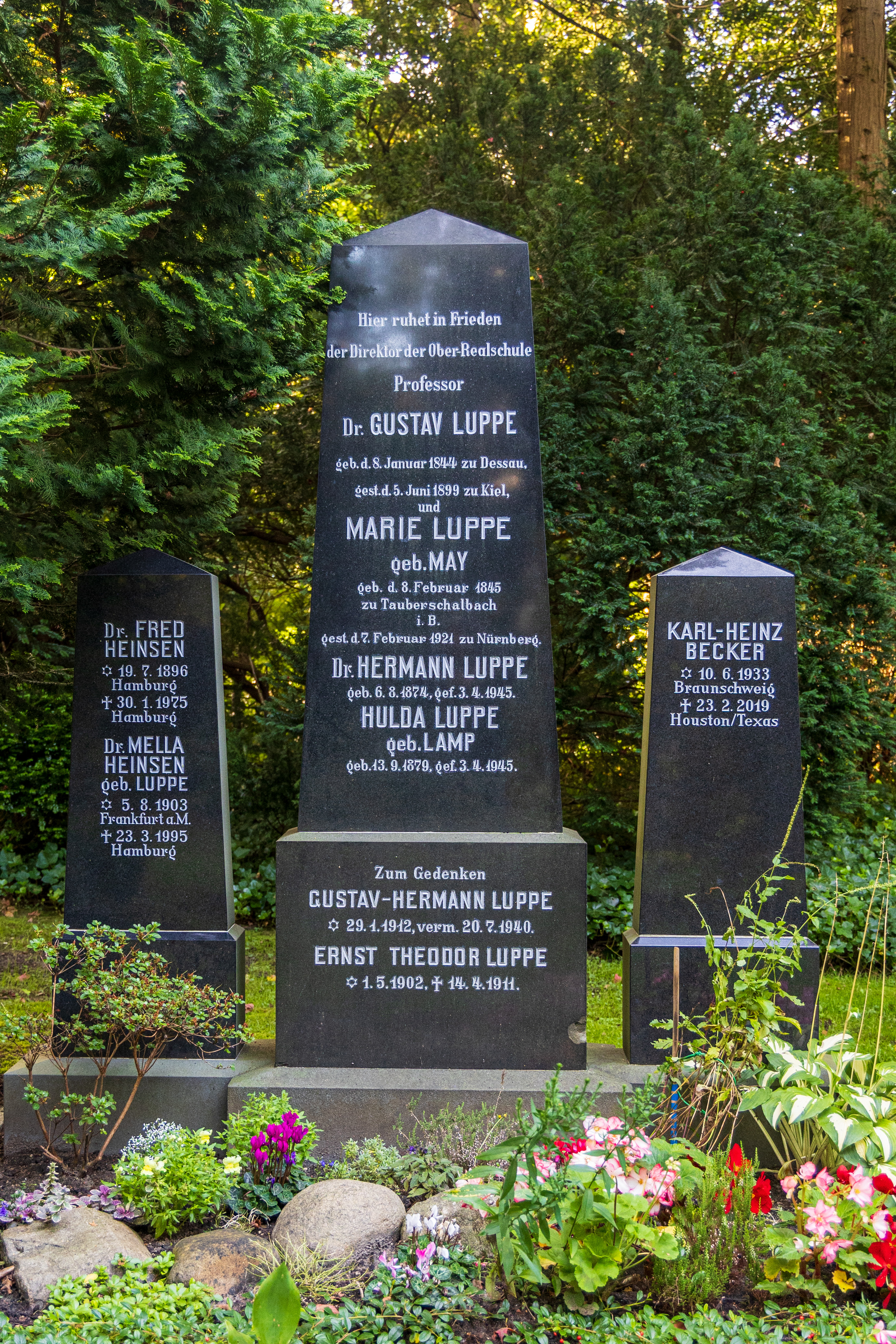
Familiengrab Luppe, Südfriedhof (Kiel)

Hermann Luppe war jüngster Sohn des aus Dessau stammenden Oberschuldirektors in Kiel Gustav Luppe (1844–1899) und dessen Ehefrau Marie geb. May (1845–1921). Er hatte zwei ältere Brüder, den Kaufmann auf Java Theodor Luppe (1870–1936) und den Kapitän zur See bei der Kaiserlichen Marine Gustav Luppe (1872–1953). Hermann Luppe heiratete am 1. Januar 1901 in Berlin-Steglitz Hulda Lamp (1879–1945), eine Tochter des Kieler Astronomen Ernst August Lamp (1850–1901), mit der er vier Kinder hatte.

## Ehrungen
Nach ihm sind der Dr.-Luppe-Platz in Nürnberg und in Frankfurt das Hermann-Luppe-Haus, die Hermann-Luppe-Schule sowie das ehemalige Hermann-Luppe-Heim benannt.

## Schriften (Auswahl)
- Gewerbeordnung für das Deutsche Reich mit den gewerberechtlichen Nebengesetzen. (Kinderschutzgesetz, Hausarbeitsgesetz, Stellenvermittlergesetz) nebst den für das Reich und Preußen erlassenen Ausführungsbestimmungen. Zusammen mit Karl Flesch; Friedrich Hiller, Guttentag, Berlin 1915.
- Nürnberg – mit zahlreichen Abbildungen. Zusammen mit Maximilian Meyer, Herausgegeben vom Stadtrat Nürnberg, Deutscher Kommunalverlag, Berlin-Friedenau 1927.
- Albrecht Dürer. Festschrift Der Internationalen Duerer-Forschung. Herausgegeben vom Cicerone, Einführung Hermann Luppe. Beiträge vom Max j. Friedländer u. a.,  Klinkhardt & Biermann, Leipzig u. a., 1928.
- Katalog der Ausstellung deutscher Kunst der Gegenwart 1928 in Nürnberg. Nürnberg, Norishalle am Marientorgraben 12. Apr. bis 2. Sept. 1928. Vorwort Hermann Luppe, Redaktion Fritz Traugott Schulz. Klinkhardt & Biermann, Leipzig 1928.
- Gemeinden und Wohnungsfragen, Wohnungsnot, Wohnungsneubau, Hauszinssteuer u. Hauszinssteuer-Rückflüsse, Reichs-Notverordnung ….  Vorträge von Hermann Luppe für die Großstädte; Dr. Fresdorffür die Mittelstädte, u. a., München – Kommunale Vereinigung f. Wohnungswesen, C. Heymann, Berlin 1931.
- Frauenklinik und Säuglingsheim Nürnberg – Festschrift zur Einweihung des Neubaus. Vorwort Hermann Luppe, Spandel Druck, Nürnberg 1931.
- Vortrag über das Aufbauprogramm der Reichsregierung (Arbeitsbeschaffung) und die Gemeinden, Reichsnotverordnung vom 4.9.1932. Bayerischer Städtebund, München 1932.
- Mein Leben. In Zusammenarbeit mit Mella Heinsen-Luppe aus dem Nachlass hrsg. vom Stadtarchiv Nürnberg, Edelmann in Kommission für Stadtrat zu Nürnberg. Nürnberg 1977 (= Quellen zur Geschichte und Kultur der Stadt Nürnberg. Band 10).